# Nagroda Translatorska im. Ireny Tuwim
Nagroda Translatorska im. Ireny Tuwim – nagroda literacka ustanowiona w 2024 roku przez Dom Literatury w Łodzi, przyznawana tłumaczkom i tłumaczom literatury światowej na język polski. Nagroda dla laureata/ki wynosi 10 000 zł.
Przyznawana za przekład literacki o wysokich walorach artystycznych, cechujący się oryginalnością, nowatorstwem, wprowadzający do polszczyzny elementy inkluzywności społecznej i językowej oraz mający wpływ na leksykę języka polskiego.

## Laureaci
| Edycja | Rok  | Laureat/ka       | język     |
| ------ | ---- | ---------------- | --------- |
| I      | 2024 | Magdalena Pytlak | bułgarski |

## Nominowani w poszczególnych edycjach
I edycja – 2024
- Hanna Jankowska – tłumaczka z j. arabskiego
- Tomasz Pindel – tłumacz z j. hiszpańskiego
- Magdalena Pytlak – tłumaczka z j. bułgarskiego (laureatka)